# Corniculum
Corniculum (en grec antic Κορνίκολος o Κόρνικλος) va ser una antiga ciutat del Laci propera als turons anomenats Monticeli (antigament Corniculani Mons), a les muntanyes de Gennaro o Lucretilis Mons.
Apareix a la història de Roma en la guerra dels llatins contra Tarquini Prisc quan el rei romà la va conquerir militarment, segons diu Titus Livi.
En aquesta lluita Ocrísia, la mare de Servi Tul·li, va caure presonera dels romans. Titus Livi diu que llavors era una ciutat dels llatins, i Dionís d'Halicarnàs explica que estava molt ben fortificada i que va resistir un llarg setge. Una vegada ocupada Tarquini Prisc la va saquejar i cremar, però no diu que fos destruïda, i per això s'ha suposat que fos la ciutat de Corni (Κόρνοι) que apareix a la llista de les trenta ciutats de la Lliga llatina que proposa Dionís d'Halicarnàs. Luci Anneu Flor també diu que Corniculum va ser una de les ciutats llatines que van fer la guerra contra Roma. Plini el Vell diu que en el seu temps era una ciutat desapareguda de la que no en quedava rastre.